# Vaccinium scyphocalyx
Vaccinium scyphocalyx är en ljungväxtart som beskrevs av Herman Otto Sleumer. Vaccinium scyphocalyx ingår i Blåbärssläktet, och familjen ljungväxter. Inga underarter finns listade i Catalogue of Life.